# Lygocoris contaminatus
Lygocoris contaminatus är en insektsart som först beskrevs av Carl Fredrik Fallén 1807.  Lygocoris contaminatus ingår i släktet Lygocoris och familjen ängsskinnbaggar. Arten är reproducerande i Sverige. Inga underarter finns listade i Catalogue of Life.